# Temple d'Hadrien

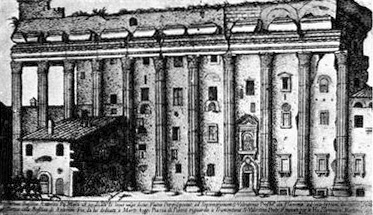
Gravure d'Alo Giovannoli, 1615, montrant l'état du temple avant la construction du bâtiment actuel

Le temple d'Hadrien (ou Hadrianeum) est un ancien temple romain situé sur la piazza di Pietra, au Champ de Mars, à Rome. Il subsiste de beaux vestiges de tout un côté du péristyle, inclus dans le bâtiment de la Bourse.

## Histoire
Le temple a été érigé en l'honneur de l'empereur Hadrien, divinisé après sa mort, par son successeur Antonin le Pieux, en 145. Les vestiges ont été inclus dans un bâtiment du XVIIe siècle, de Carlo Fontana, pour abriter l'administration des douanes pontificales. Il est aujourd'hui le siège de la Bourse de Rome.
Il était autrefois mentionné sous le nom erroné de temple ou basilique de Neptune.

## Description
Ce temple périptère octostyle présentait 13 colonnes latérales corinthiennes. Il en subsiste 11, hautes de 15 m, érigées sur des bases (podium) de 4 m de hauteur, aujourd'hui enterrées sous les déblais. Une partie de l'entablement est également visible au-dessus de la colonnade.
Les murs de la cella étaient à l'origine revêtus d'un placage de marbre, dont témoignent les trous de fixation. Les vestiges de la cella sont visibles à l'intérieur de l'édifice de la Bourse : son plan était dépourvu d'abside, avec une voûte en berceau.
Le temple était entouré d'une grande place à portique, avec des colonnes de marbre et une ouverture à arc de triomphe du côté de la Via Lata (aujourd'hui Via del Corso). Cet arc est répertorié sous le nom d'arc d'Antonin ou arc de Claude, ou encore arc des Tosetti, du nom d'une famille de propriétaires du lieu. Des vestiges de l'arc ont subsisté jusqu'au XVIIIe siècle.
Des reliefs figurant les provinces romaines, alternant avec des panneaux représentant des trophées, sont conservés aux musées Capitolins, plus précisément au palais des Conservateurs. Ils sont le reflet de la politique pacifique menée par Hadrien.

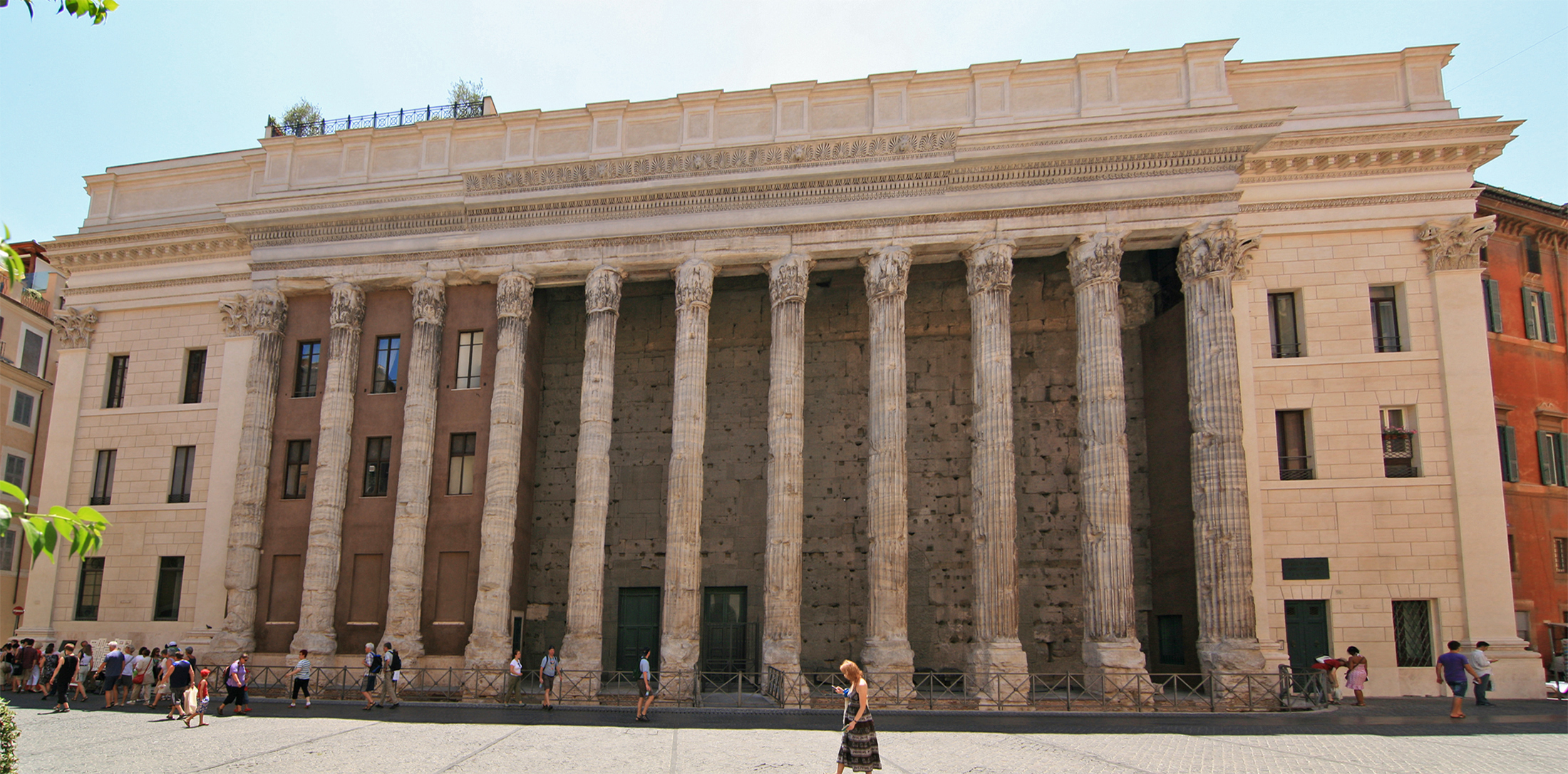
Temple d'Hadrien, vue panoramique
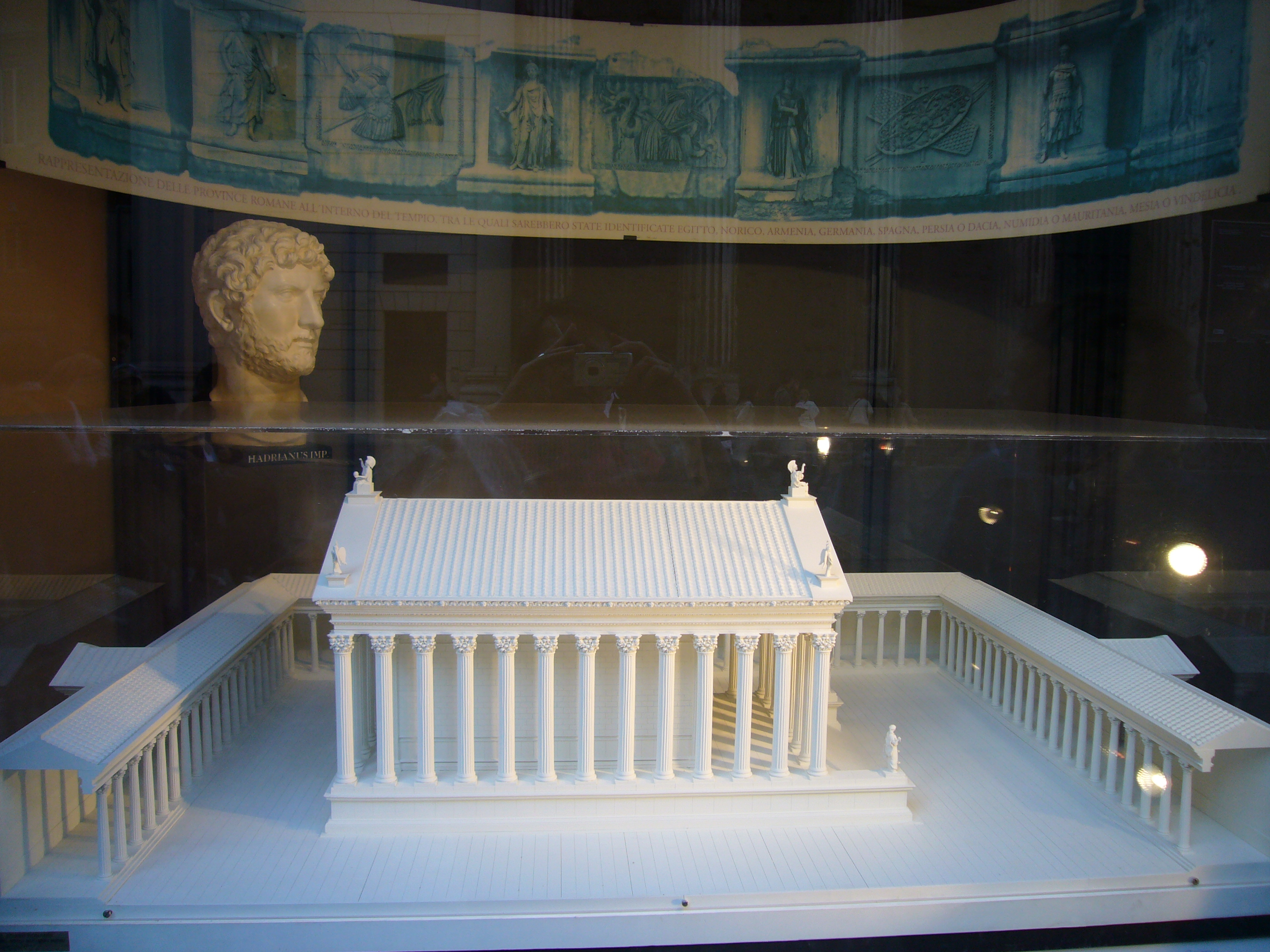
Le temple et le portique (maquette, au palais de la Bourse)